# 애프터 루시아
애프터 루시아(Despues de Lucia, After Lucia)는 프랑스에서 제작된 미셸 프랑코 감독의 2012년 드라마 영화이다. 테사 아이아 등이 주연으로 출연하였다.

## 출연

### 주연
- 테사 아이아
- 헤르난 멘도자
- 곤잘로 베가 주니어
- 타마라 야즈벡

### 조연
- 모니카 델 카멘
- 프란시스코 루에다

## 제작진
- 프로듀서: 미셸 프랑코
- 프로듀서: 알렉시스 프리드먼
- 프로듀서: 페르난도 로브자